# Икен, Конрад
Ко́нрад И́кен (нем. Konrad Iken; 25 декабря 1689, Бремен — 30 июня 1753, там же) — немецкий историк и богослов.
Представитель в своё время известной бременской фамилии, в течение трёхсот лет давшей более двух десятков учёных. Икен с молодости посвятил себя изучению богословия и еврейского языка. Его руководство по еврейским древностям выдержало 5 изданий. Другой его труд: «Novus Thesaurus», экзегетического характера, написан в сотрудничестве с голландцем Теодором Газэем (нидерл. Theodore Hasaeus). Кроме того, ему принадлежит ряд статей и книг, посвященных ассирийским и авейским идолам, о скифах, о хлебах предложения и др.